# Butterfly (canção de Crazy Town)
"Butterfly" (em português:  Borboleta) é o terceiro single do álbum The Gift of Game, lançado pela banda de rock alternativo e rapcore Crazy Town em 13 de novembro de 2000. É o single de maior sucesso lançado pela banda, alcançando a primeira posição nos Estados Unidos, chegando a entrar no top 10 de mais de 10 países. Foi uma das canções mais tocadas de 2001.
A música é composta principalmente de um sample da canção "Pretty Little Ditty", da banda Red Hot Chili Peppers, com letras adicionais por Shifty Shellshock e Epic Mazur. O videoclipe da música, dirigido por Honey, mostra a banda em uma floresta de fantasia repleta de borboletas onde Shifty e Epic cantam seus louvores a duas mulheres com asas de borboleta. Em certo ponto do vídeo, as tatuagens em forma de estrela de Shifty voam.
Na lista "Most Awesomely Bad Song Ever" (As Mais Incríveis Canções Ruins), feita pelo canal VH1, a canção apareceu na posição n.º 34.

## Faixas
Austrália - CD Single
| N.º | Título                              | Duração |  |
| 1.  | "Butterfly" (Versão Clean do Álbum) | 3:37    |  |
| 2.  | "Butterfly" (Extreme Mix)           | 3:34    |  |
| 3.  | "Butterfly" (Jazzy Jim Mix)         | 3:03    |  |
| 4.  | "Butterfly" (Epic Remix)            | 3:50    |  |
| 5.  | "Only When I'm Drunk" (Demo)        | 3:04    |  |

Single 12"
| N.º | Título                        | Duração |  |
| 1.  | "Butterfly" (Versão do Álbum) | 3:37    |  |
| 2.  | "Butterfly" (Extreme Mix)     | 3:24    |  |
| 3.  | "Butterfly" (Epic Remix)      | 3:50    |  |
| 4.  | "Butterfly" (Jazzy Jim Mix)   | 3:21    |  |
| 5.  | "Butterfly" (Instrumental)    | 3:37    |  |

## Desempenho nas paradas musicais
| Parada musical (2000/2001)              | Melhor posição |
| --------------------------------------- | -------------- |
| Alemanha (Germany Top 100 Singles)      | 1              |
| Austrália (ARIA Charts)                 | 4              |
| Áustria (Ö3 Austria Top 40)             | 1              |
| Bélgica (Ultratop) (Flandres)           | 5              |
| Bélgica (Ultratop) (Valônia)            | 9              |
| Canadá (Canadian Hot 100)               | 3              |
| Dinamarca (Hitlisten Track Top-40)      | 1              |
| Estados Unidos (Billboard Hot 100)      | 1              |
| Estados Unidos (Latin Pop Airplay)      | 28             |
| Estados Unidos (Mainstream Rock Tracks) | 21             |
| Estados Unidos (Modern Rock Tracks)     | 1              |
| Estados Unidos (Rhythmic Top 40)        | 6              |
| Estados Unidos (Top 40 Mainstream       | 2              |
| Estados Unidos (Top 40 Tracks)          | 4              |
| Finlândia (Mitä hittiä)                 | 2              |
| França (SNEP)                           | 26             |
| Irlanda (IRMA)                          | 10             |
| Itália (FIMI)                           | 16             |
| Noruega (VG-lista)                      | 1              |
| Nova Zelândia (RIANZ)                   | 2              |
| Países Baixos (MegaCharts)              | 8              |
| Reino Unido (UK Singles Chart)          | 3              |
| Suécia (Sverigetopplistan)              | 2              |
| Suíça (Schweizer Hitparade)             | 1              |

| Parada de fim de ano (2001)        | Melhor posição |
| ---------------------------------- | -------------- |
| Alemanha (Germany Top 100 Singles) | 2              |
| Austrália (ARIA Charts)            | 12             |
| Áustria (Ö3 Austria Top 40)        | 10             |
| Bélgica (Ultratop) (Flandres)      | 22             |
| Bélgica (Ultratop) (Valônia)       | 51             |
| Estados Unidos (Billboard Hot 100) | 29             |
| Itália (FIMI)                      | 82             |
| Países Baixos (MegaCharts)         | 14             |
| Reino Unido (UK Singles Chart)     | 38             |
| Suíça (Schweizer Hitparade)        | 7              |

## Certificações
| País              | Certificação | Data                | Vendas Certificadas |
| ----------------- | ------------ | ------------------- | ------------------- |
| Reino Unido - BPI | Prata        | 20 de Abril de 2001 | 200,000             |